# Fuerza de Defensa del Mausoleo del Presidente Ho Chi Minh
La Fuerza de Defensa del Mausoleo del Presidente Ho Chi Minh (también conocida en vietnamita: Bộ Tư lệnh Bảo vệ Lăng Chủ tịch Hồ Chí Minh), dependiente del Ministerio de Defensa Nacional de Vietnam, es una fuerza especializada de las Fuerzas Armadas de la República Democrática de Vietnam, encargada de proteger y proporcionar guardias ceremoniales para el Mausoleo del Presidente Ho Chi Minh.
La Fuerza de Defensa del Mausoleo del Presidente Ho Chi Minh es una fuerza especializada del Ejército Popular de Vietnam que protege y defiende el Mausoleo del Presidente Ho Chi Minh. Debido al gran tamaño del mausoleo, el elevado número de visitantes, las especificaciones técnicas para la preservación del cuerpo de Ho Chi Minh y la necesidad de seguridad, el 28 de diciembre de 1975, el comité permanente de la comisión militar central emitió una decisión aprobando el establecimiento del comando de protección del mausoleo de Ho Chi Minh. El 14 de mayo de 1976, el ministerio de defensa nacional de Vietnam emitió una orden que reestructuraba el comando como la Fuerza de Defensa del Mausoleo del Presidente Ho Chi Minh, directamente dependiente del Ministerio de Defensa Nacional de Vietnam.